# シナサワグルミ
シナサワグルミ（学名：Pterocarya stenoptera）は、クルミ科の植物の1種。別名はカンポウフウ、カンベイジュ。
中国原産の落葉高木。雌雄同株で花期は5月頃、雄花は黄緑色、雌花は黄緑色で柱頭は紅色である。
公園樹、街路樹として植栽される。